# Antônio dos Santos Penna
Antônio dos S. Penna (Rio de Janeiro, 1947) é escritor, radialista e pesquisador da cultura religiosa afro-brasileira, principalmente sobre a afrodiáspora no Brasil. Atualmente, Obá Aláàiyè Famankindê, nome religioso, é o sumo sacerdote de sua família religiosa afro-brasileira, o Axé Obá Ibo Ibomina Malê.

## Vida religiosa
Antônio Penna de Obatalá (Obá Alaiê, nome religioso que recebeu de seu sacerdote) foi iniciado por Laudelino de Xangô (Losemonju), sendo consagrado para Obatalá Lejubê/Etecô (à época conhecido como Oxalufã), em dezembro de 1961, no Ilê de Xangô Ogodô  , e ordenado alufá Famankindê anos depois.
Antonio dos Santos Penna, filho de pais católicos por tradição, foi iniciado no ritual de Umbanda aos quatro anos de idade (1951), no Terreiro de Ogum Beira-Mar e Inhansã, que ficava situado na Rua Maria Lucinda, s/nº, São João de Meriti/RJ. A direção desse centro espírita era exercida pela Srª Maria da Glória, conhecida por “Mãezinha”.
Aos quatorze anos (1961), começou a desmaiar constantemente vindo até a desfalecer em sala de aula. Em face do que estava ocorrendo, seu pai o levou-o até a Srª Maria da Glória, que, mediante os acontecimentos, aconselhou sua iniciação. Assim sendo, Antonio dos Santos Penna foi iniciado para Ogum Guerreiro e Inhansã nos ritos do Omolocô (1961).
Três meses após sua saída da camarinha no Omolocô, Antonio acompanhou a Srª Maria da Glória a uma festividade no Ilê de Xangô Ogodô, que ficava situado na antiga Estrada de Minas (esquina com a Rua Maria Lucinda), São João de Meriti/RJ. Esse ilê era dirigido pelo Sr. Laudelino Loxemonju.
Nesse dia, primeiro domingo do mês de novembro, como era de costume, Laudelino realizava o ritual denominado s Águas de Oxalá. Para Antonio tudo era novidade. Era a primeira vez que fora assistir a um Templo de Orixá. Quando da entrada do Sacerdote Laudelino dos Santos ao salão, trazendo em suas mãos um feixe de atori, Antonio bolou para o santo. Tão logo o fato ser esclarecido ao seu pai carnal, esse, após muita relutância em face de ser tolamente contrário ao Candomblé, autorizou o recolhimento do seu filho, que, após uma semana de descanso na Roça, foi recolhido para ser iniciado. No dia 16 de Dezembro de 1961, no Ilê de Xangô Ogodô, Obatalá gritou seu orucó. Antonio Penna de Obatalá teve como madrinha de orucó a Srª Maura de Oiá (Oyasi), filha de santo do Tata ria Inquice Deuandá (Endanji Gomeia). Sua ojubonã foi a Srª Zilda Gomes da Silva de Oiá Bagá (Oiassemi), filha de santo do oluô Neres (Axé Boca Rica - Nagô Ebá Xambá).
Em 1969, Obá Alaiê procurou seu sacerdote, pois queria pedir autorização para recolher sua primeira noviça. Então, o alufá Laudelino de Xangô realizou os preceitos de acordo como aprendera com seu sacerdote Arnaldo Babaribô: fez a apresentação ao culto de Babá Egungum e os preceitos inerentes aos oráculos (merindilogum cauri e o rosário) para Obá Alaiê.
Seu 7º Aniversário de Iniciação Religiosa e Cerimonial do Ibá Axé foram realizados pelo seu Babá Kekerê, o Sr. Jorge de Oliveira de Exu Ibarabô (Girunté - Aquele que quebra a árvore com os pés), assessorado pelo Sr. Laudelino dos Santos. Os cerimoniais foram realizados diante de vários filhos de santo no dia 16 de Dezembro de 1972, na Tenda Espírita São Jerônimo, que ficava situada na Rua Cel. Carlos de Mattos, 433; Centenário; Duque de Caxias/RJ. Esse terreiro de Umbanda e Omolocô era dirigido pelo seu pai carnal, Sr. Octacílio Penna. Esses rituais foram oficializados nesse terreiro, pois nessa data não mais existia o Ilê de Xangô Ogodô dirigido pelo alufá Laudelino.
Com o falecimento de seu sacerdote, em 1988, Antônio Penna de Obatalá deu início a uma busca por mais conhecimentos concernentes ao culto a Orunmilá e à descendência de sua família religiosa. Os estudos levaram-no a tornar-se conferencista, escritor, radialista e pesquisador de sua religião. Por meio de suas pesquisas sobre seus ascendentes religiosos, descobriu que sua rama familiar afro-brasileira está imbricada à história dos malês, no Brasil. Nesses mais de 50 anos de sacerdócio, iniciou e assessorou mais de 250 pessoas na Religião dos Orixás, no culto aos Antepassados e em Ifá.
Nos dias atuais, Obá Alaiê Famankindê dirige a igreja "Templo do Senhor do Alvorecer", sede do Axé Obá Ibo Ibomina Malê, sendo o adifá dessa instituição religiosa muçurumim. Antonio Penna de Obatalá é referência nos estudos acerca do candomblé no Brasil.

## Família religiosa afro-brasileira
- Marcolina da Cidade da Palha .[10]
- Procópio d'Ogum (Ogunjobí) - Bisavô.
- Arnaldo Babaribô - Avô.
- Laudelino de Xangô (Losémònjú) - Sacerdote.

## Obras publicadas
Com o intuito de conquistar respeito público, reconhecimento às suas convicções religiosas, e de auxiliar o ensino e estudo da literatura afro-brasileira, entre os anos de 2001 e 2010, o adifá Famankindê (Antônio Penna de Obatalá) escreveu e editou independentemente quatro livros voltados para a Tradições Africana e Afro-brasileira (ensinamentos de Orunmilá), que refletem seus anos de sacerdócio ativo, dos ensinamentos passados por seus ascendentes, de pesquisa e de luta contra intolerância religiosa. São estas as obras:
- Os Dezesseis Búzios - Mérìndilogun Kawrí.
- Èjìonile e suas combinações - Èjì Ogbè Áwon Àmúlù.
- Èjì Ologbon e suas combinações - Òyèkú Àwon Àmúlù.
- Èjìla Sebora e suas combinações - Ìwòrì Àwon Àmúlù.
- Prelo: Itan Ifá - contos de Orunmilá.